# لشکر یک (ارتش امپراتوری ژاپن)
لشکر یک (به ژاپنی: 第1師団, Dai-ichi shidan)، لشکر جاده یک لشکر در نیروی زمینی امپراتوری ژاپن بود. لشکر اول در ژانویه ۱۸۷۱ به عنوان پادگان توکیو (東京 鎮 台، T鎮kyō chindai)، یکی از شش فرماندهی منطقه ای ایجاد شده در ارتش نوپای امپراتوری ژاپن، در توکیو تشکیل شد. پادگان توکیو مسئولیت منطقه شرقی هونشوی (منطقه کانتو) ، مرکز شهر کلان شهر توکیو را بر عهده داشت.